# رنتا ایندژووا
رنتا ایندژووا (انگلیسی: Reneta Indzhova؛ زادهٔ ۶ ژوئیهٔ ۱۹۵۳) یک سیاست‌مدار اهل بلغارستان است.